# Martin Fiebig
Pour les articles homonymes, voir Fiebig.
Martin Fiebig  (7 mai 1891 - 23 octobre 1947) est un General der Flieger allemand de la Luftwaffe pendant la Seconde Guerre mondiale.
Durant la Bataille de Stalingrad, il est le commandant de la VIII. Fliegerkorps dans le secteur de Stalingrad.
À la fin de la guerre, Fiebig est emprisonné par les Yougoslaves à Belgrade et exécuté pour crimes de guerre en 1947.

## Biographie
Le 3 mars 1910, Fiebig rejoint le 18e régiment d'infanterie (de) en tant qu'enseigne et y travaille d'abord comme officier de compagnie. Lorsque la Première Guerre mondiale éclate, il est nommé adjudant de bataillon.

## Promotions
- Leutnant : 20 mars 1911
- Oberleutnant : 18 juin 1915
- Hauptmann : 20 juin 1918
- Oberstleutnant : 1936
- Oberst : 1er juin 1938
- Generalmajor : 1er avril 1941
- Generalleutnant : 1er avril 1942
- General der Flieger : 21 mars 1943

## Décorations
- Croix de fer (1914), 2e et 1re Classe
- Fermoir à la croix de fer (1939) 2e et 1re classe
- Croix de chevalier de la croix de fer avec feuilles de chêne
  - Croix de chevalier le 8 mai 1940 comme Oberst et commandant de la Kampfgeschwader 4 "General Wever"
  - 168e feuilles de chêne le 23 décembre 1942 comme Generalleutnant et commandant de la VIII. Fliegerkorps
- Croix allemande en or le 4 mai 1942.